# Ancien marché de Syracuse
L'Antico Mercato (Ancien Marché) de Syracuse est un marché couvert de 1900 situé à proximité du temple d'Apollon sur l'île d'Ortygie, dans le centre historique de la ville.

## Histoire

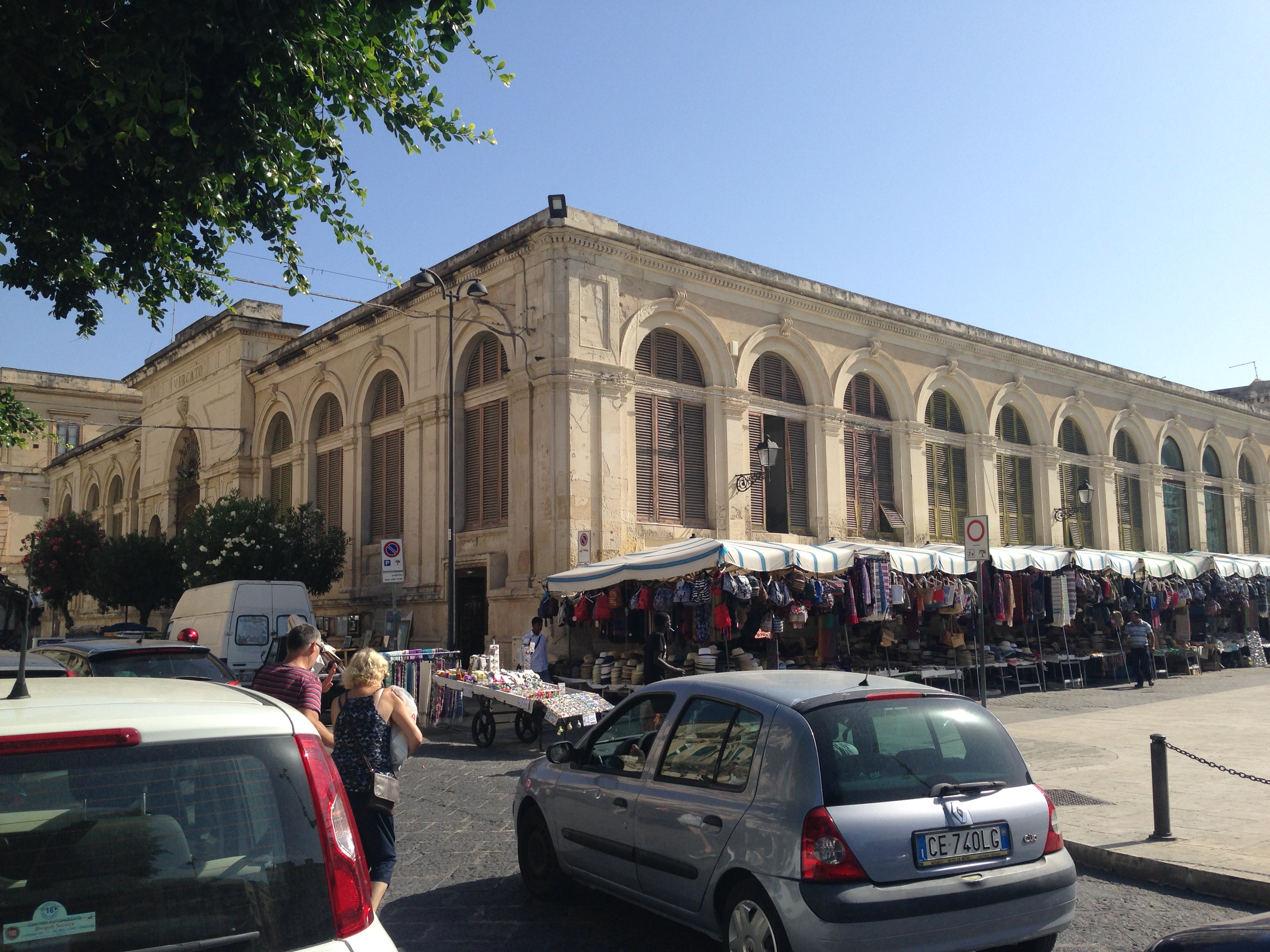
Le bâtiment du marché

La zone sur laquelle se dresse le marché a été achetée par la municipalité en 1885 où les murs espagnols étaient encore présents. C'est ici que la construction du marché de la ville a été décidée. Les travaux commencèrent le 20 juillet 1899 et se terminèrent en 1900.
L'Antico Mercato a servi de marché principal de la ville jusqu'à la fin des années 1980, lorsqu'il a été décidé de transférer les activités de revente de poisson, de nourriture et d'artisanat local sur la plus spacieuse Via Emanuele De Benedictis, située derrière, qui est depuis le siège du marché actuel d'Ortygie. À la suite de cela, le Vieux marché a fait l'objet d'une restauration qui s'est terminée en 2000. Depuis lors, il accueille divers événements tout au long de l'année, dont le marché fermier du dimanche (suspendu en été) et divers festivals musicaux et culturels.

## Caractéristiques
Le bâtiment a les caractéristiques d'un marché couvert et rappelle le marché aux provisions de Livourne. Il se compose d'un portique à 24 arches et 36 fenêtres, utilisé par les commerces qui peuplaient l'édifice, d'une superficie de 1500 m². L'intérieur se compose d'une cour rectangulaire avec une fontaine ornementale.